# Alonso Alvarez de Pineda

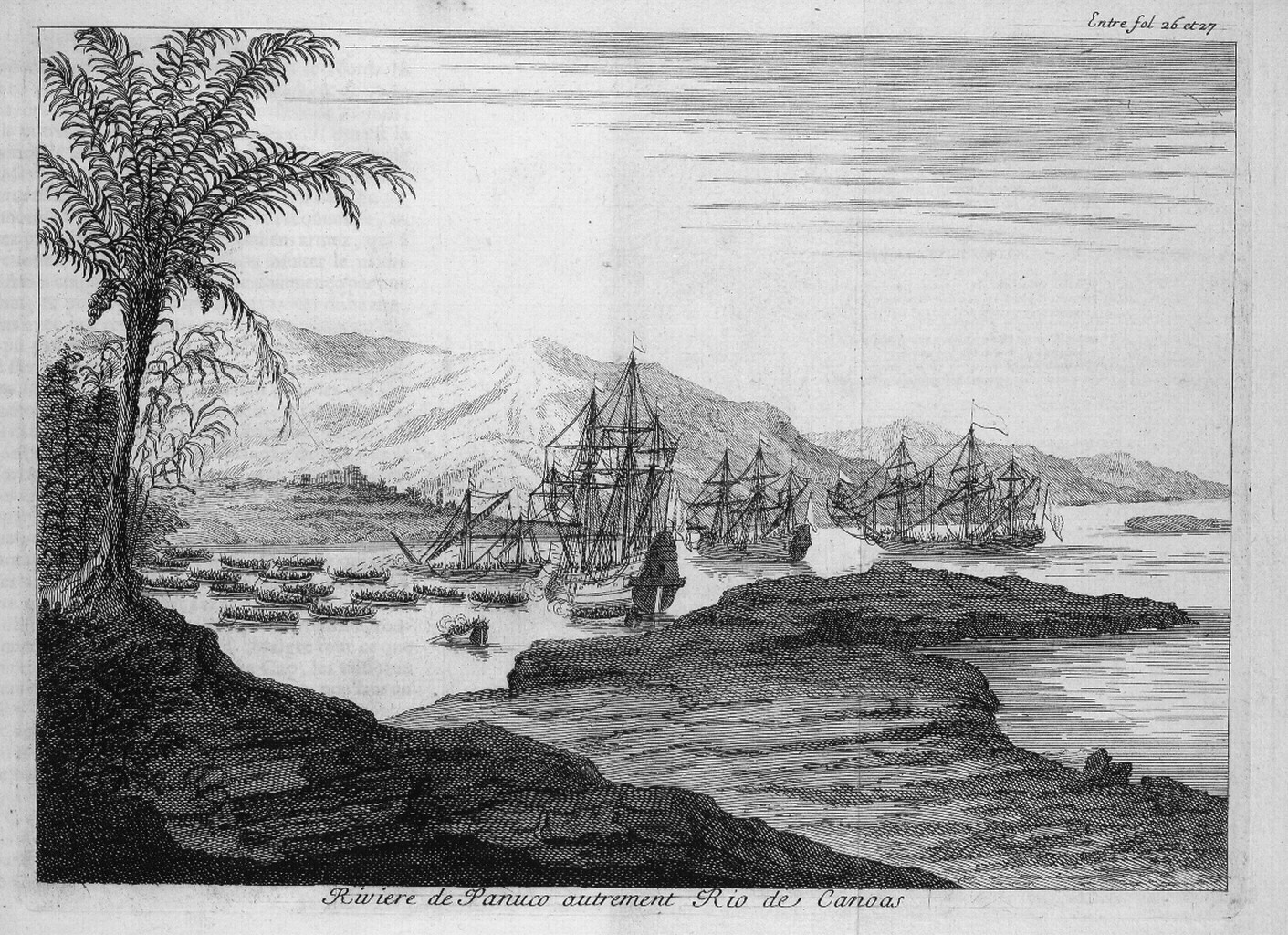
Expedice Alonsa de Pinedy napadená Indiány v Panucu

Alonso Alvarez de Pineda (1494 Cáceres – 1520 Pánuco, Mexiko) byl španělský mořeplavec a conquistador. V roce 1519 byl pověřen, aby hledal mezi Floridou a Yucatánem úžinu, vedoucí do Jižního moře.

## Hledání úžiny do Jižního moře
Pineda zahájil průzkum u pobřeží Floridy od míst, kam před ním dospěl jeho krajan Juan Ponce de León. Vyplul na jih, poté sledoval severní pobřeží Mexického zálivu. Za několik dní proplul kolem ústí velké řeky, kterou nazval Rio del Espiritu Santo (Řeka Svatého ducha), která později získala jméno Mississippi. Dále pokračoval až do Pánuca v Mexiku, kde se setkal s vojsky Hernána Cortése.
Jeho cesta přinesla významný poznatek, že moře na sever od Kuby je uzavřeno velkým obloukem pevniny. Zanesl celé pobřeží na mapu a stanovil, že tudy žádný průliv na západ nevede. Tím dovršil výzkumné plavby Juana Diase de Grijalvy a Francisca Hernandeze de Córdoby. Zahynul u Pánuca v bojích s Indiány, kteří se přidali na Cortésovu stranu.